# Міхеєв Михайло Віталійович
Михайло Віталійович Міхеєв (7 листопада 1921, Мала Сквирка — 20 грудня 2006, Київ) — Герой Радянського Союзу (1944), в роки німецько-радянської війни командир роти 48-го стрілецького полку 38-ї стрілецької дивізії 40-ї армії Воронезького фронту, старший лейтенант.

## Біографія
Народився 7 листопада 1921 року в селі Мала Сквирка Білоцерківського району Київської області в родині робітника. Українець. Член КПРС з 1960 року. Після закінчення сільської школи працював у сільському господарстві. Потім працював слюсарем в майстерні. У 1941 році призваний до лав Червоної Армії. Після закінчення прискореного курсу військового училища командував взводом, ротою. У боях німецько-радянської війни з січня 1942 року. Воював на Південно-Західному, Воронезькому і 1-му Українському фронтах.
24 вересня 1943 року рота старшого лейтенанта М. В. Міхеєва переправилася однією з перших і два тижні вела запеклий бій в районі села Григорівка Канівського району Черкаської області. Два тижні бійці мужньо відбивали численні ворожі атаки. Противник, зібравши потужний бронетанковий кулак, багато артилерії і піхоти, намагався притиснути радянські передові частини до Дніпра. Ворогові вдалося вибити бійців з дуже важливих висот. Становище ставало критичним: нацисти могли зірвати переправу. М. В. Міхєєв отримав наказ вибити противника з зайнятих їм висот. Рота кілька разів кидалася в атаку, але сильний вогонь ворога знову і знову притискав воїнів до землі. Старший лейтенант М. В. Міхєєв вирішує вести наступ трьома групами. Старшина П. А. Конєв залишається на місці і атакує противника в «лоб», відволікаючи на себе його головні сили. Група сержанта В. Д. Копилова завдає удару по правому флангу, а він зі своєю групою йде в обхід з лівого флангу. Задум виявився вірним. У короткій, але жорстокій сутичці, діючи гранатами і багнетами, бійці зім'яли противника. Висота була зайнята. Переправа військ на правий берег тривала.
3 жовтня 1943 року війська готувалися до вирішального наступу. Роті М. В. Міхеєва було поставлено завдання: раптовим ударом оволодіти опорним пунктом противника. Стрімкий ривок. Зав'язалася люта рукопашна сутичка в траншеях ворога. Захопивши траншею, підрозділ М. В. Міхеєва спрямувався туди, де була вкрита мінометна батарея. Несподіваним нальотом ворожа батарея була знищена, міномети і обоз з боєприпасами захоплені. Проте в гарячці бою рота М. В. Міхеєва виявилася далеко в тилу противника. У старшого лейтенанта виникає думка: розгорнувши підрозділи, атакувати з тилу висоту, на якій знаходяться вороги. Гітлерівці, не чекаючи, що в тилу у них радянські воїни, взяли їх за своїх. Раптовість і стрімкість удару були настільки несподіваними і приголомшуючими, що нацисти навіть не встигли повернути в бік атакуючі кулемети. Висота була взята.
Указом Президії Верховної Ради СРСР від 10 січня 1944 року за успішне форсування Дніпра, утримання плацдарму на правому березі і проявлені при цьому мужність і відвагу старшому лейтенантові Михайлу Віталійовичу Міхєєву присвоєно звання Героя Радянського Союзу з врученням ордена Леніна і медалі «Золота Зірка» (№ 2239).

Надгробок М. Міхеєва

У липні 1946 року М. В. Міхєєв звільнився у запас. Працював на Київському авторемонтному заводі. Свою виробничу діяльність поєднував з великою громадською роботою. Двічі його обирали депутатом міської Ради. Жив у Києві. Помер 20 грудня 2006 року. Похований у Києві на Міському кладовищі «Берківці».

## Нагороди
Нагороджений орденами Леніна, Жовтневої Революції, Червоного Прапора, двома орденами Вітчизняної війни 1-го ступеня, орденами Вітчизняної війни 2-го ступеня, Трудового Червоного Прапора, медалями.